# Rikotský průsmyk
Rikotský průsmyk (gruzínsky რიკოთის უღელტეხილი, Rikotis ugheltechili) je průsmyk v jižní části Lišského hřbetu (též Suramský hřbet), který rozděluje Gruzii na západní a východní část. Průsmykem prochází rozvodí mezi Černým mořem (řeka Rioni) a Kaspickým mořem (řeka Kura). Pod průsmykem byl v roce 1982 proražen silniční tunel na hlavní silnici Kutaisi–Tbilisi dlouhý 1 722 m.